# Up All Night/Episodenliste

Logo zur Serie

Diese Liste der Episoden von Up All Night enthält alle Episoden der US-amerikanischen Comedyserie Up All Night, sortiert nach der US-amerikanischen Erstausstrahlung. Zwischen 2011 und 2012 entstanden in zwei Staffeln 35 Episoden mit einer Länge von jeweils etwa 22 Minuten.

## Übersicht
| Staffel | Episodenanzahl | Erstausstrahlung USA | Erstausstrahlung USA | Deutschsprachige Erstausstrahlung | Deutschsprachige Erstausstrahlung |
| Staffel | Episodenanzahl | Staffelstart         | Staffelfinale        | Staffelstart                      | Staffelfinale                     |
| ------- | -------------- | -------------------- | -------------------- | --------------------------------- | --------------------------------- |
| 1       | 24             | 14. September 2011   | 12. April 2012       | 5. Juli 2013                      | 15. November 2013                 |
| 2       | 11             | 20. September 2012   | 13. Dezember 2012    | 8. November 2013                  | 3. Januar 2014                    |

## Staffel 1
Die Erstausstrahlung der ersten Staffel war vom 14. September 2011 bis zum 12. April 2012 auf dem US-amerikanischen Sender NBC zu sehen. Die deutschsprachige Erstausstrahlung mit Ausnahme von vier Episoden sendete der deutsche Free-TV-Sender Comedy Central vom 5. Juli 2013 bis zum 11. Oktober 2013. Die Episoden 11, 12, 21 und 24 hatten ihre deutschsprachige Erstausstrahlung auf dem Pay-TV-Sender Universal Channel.
| Nr. (ges.) | Nr. (St.) | Deutscher Titel          | Originaltitel                  | Erstausstrahlung USA | Deutschsprachige Erstausstrahlung (D) | Regie                | Drehbuch                          |
| ---------- | --------- | ------------------------ | ------------------------------ | -------------------- | ------------------------------------- | -------------------- | --------------------------------- |
| 1          | 1         | Zurück im Job            | Pilot                          | 14. Sep. 2011        | 5. Juli 2013                          | James Griffiths      | Emily Spivey                      |
| 2          | 2         | Coole Nachbarn           | Cool Neighbors                 | 21. Sep. 2011        | 5. Juli 2013                          | Joe Russo            | Caroline Williams                 |
| 3          | 3         | Die Liebe und die Arbeit | Working Late and Working It    | 28. Sep. 2011        | 12. Juli 2013                         | Joe Russo            | Tim McAuliffe                     |
| 4          | 4         | Das neue Auto            | New Car                        | 5. Okt. 2011         | 12. Juli 2013                         | James Griffiths      | Emily Spivey                      |
| 5          | 5         | Eine 1A-Karrieremutter   | Mr. Bob’s Toddler Kaleidoscope | 12. Okt. 2011        | 19. Juli 2013                         | Troy Miller          | Liz Cackowski & Alex Reid         |
| 6          | 6         | Hallo Amy!               | Birth                          | 19. Okt. 2011        | 19. Juli 2013                         | Randall Einhorn      | Caroline Williams                 |
| 7          | 7         | Mütter und Töchter       | Parents                        | 2. Nov. 2011         | 26. Juli 2013                         | James Griffiths      | Erica Rivinoja                    |
| 8          | 8         | Amy allein zu Haus       | First Night Away               | 9. Nov. 2011         | 26. Juli 2013                         | Jay Chandrasekhar    | Caroline Williams                 |
| 9          | 9         | Wer ist hier der Boss?   | Hiring and Firing              | 16. Nov. 2011        | 2. Aug. 2013                          | Randall Einhorn      | Tim McAuliffe                     |
| 10         | 10        | Zwangsurlaub             | Week Off                       | 23. Nov. 2011        | 2. Aug. 2013                          | Bob Berlinger        | David Iserson & Brian Rowe        |
| 11         | 11        | Fröhliche Weihnachten    | First Christmas                | 7. Dez. 2011         | 11. Okt. 2013                         | Troy Miller          | Tucker Cawley                     |
| 12         | 12        | New Year’s Eve           | New Year’s Eve                 | 12. Jan. 2012        | 11. Okt. 2013                         | Beth McCarthy-Miller | Erica Rivinoja                    |
| 13         | 13        | Lügen, Video, kein Sex   | Rivals                         | 19. Jan. 2012        | 9. Aug. 2013                          | Michael Blieden      | Caroline Williams                 |
| 14         | 14        | Eine Auktion für Amy     | Preschool Auction              | 2. Feb. 2012         | 9. Aug. 2013                          | Beth McCarthy-Miller | Brian Rowe                        |
| 15         | 15        | Valentinstag             | Day After Valentine’s Day      | 9. Feb. 2012         | 16. Aug. 2013                         | Joe Russo            | Caroline Williams & Tim McAuliffe |
| 16         | 16        | Sag niemals nie          | Travel Day                     | 16. Feb. 2012        | 16. Aug. 2013                         | Randall Einhorn      | Emily Spivey                      |
| 17         | 17        | Der erste Geburtstag     | First Birthday                 | 23. Feb. 2012        | 23. Aug. 2013                         | Jorma Taccone        | Tucker Cawley                     |
| 18         | 18        | Lady Business            | New Boss                       | 1. März 2012         | 30. Aug. 2013                         | Randall Einhorn      | Erica Rivinoja                    |
| 19         | 19        | Neue Freunde             | Couple Friends                 | 8. März 2012         | 13. Sep. 2013                         | James Griffiths      | Alex Reid                         |
| 20         | 20        | Babyfieber               | Baby Fever                     | 15. März 2012        | 20. Sep. 2013                         | Jay Chandrasekhar    | Barbara Adler                     |
| 21         | 21        | Zeit mit Daddy           | Daddy Daughter Time            | 22. März 2012        | 15. Nov. 2013                         | Troy Miller          | Caroline Williams & David Iserson |
| 22         | 22        | Loslassen                | Letting Go                     | 29. März 2012        | 4. Okt. 2013                          | James Griffiths      | Tucker Cawley                     |
| 23         | 23        | Eifersucht               | Hey Jealousy                   | 5. Apr. 2012         | 11. Okt. 2013                         | Michael Blieden      | Tim McAuliffe                     |
| 24         | 24        | The Proposals            | The Proposals                  | 12. Apr. 2012        | 18. Okt. 2013                         | Troy Miller          | Jon Pollack & Emily Spivey        |

## Staffel 2
Die Erstausstrahlung der zweiten Staffel war vom 20. September bis zum 13. Dezember 2012 auf dem US-amerikanischen Sender NBC zu sehen. Die deutschsprachige Erstausstrahlung sendet der deutsche Pay-TV-Sender Universal Channel seit dem 8. November 2013.
| Nr. (ges.) | Nr. (St.) | Deutscher Titel       | Originaltitel              | Erstausstrahlung USA | Deutschsprachige Erstausstrahlung (D) | Regie              | Drehbuch                                    |
| ---------- | --------- | --------------------- | -------------------------- | -------------------- | ------------------------------------- | ------------------ | ------------------------------------------- |
| 25         | 1         | Freunde & Partner     | Friendships & Partnerships | 20. Sep. 2012        | 29. Nov. 2013                         | Michael Blieden    | Emily Spivey & Tucker Cawley                |
| 26         | 2         | Home-Office           | Home/Office                | 27. Sep. 2012        | 29. Nov. 2013                         | Michael Blieden    | DJ Nash & Emily Spivey                      |
| 27         | 3         | Angst vorm Fliegen    | Swingers                   | 4. Okt. 2012         | 8. Nov. 2013                          | Bryan Gordon       | Erica Rivinoja                              |
| 28         | 4         | Jerry Duty            | Jerry Duty                 | 11. Okt. 2012        | 15. Nov. 2013                         | Michael Blieden    | Chadd Gindin                                |
| 29         | 5         | Immer wieder Samstags | Another Saturday Night     | 18. Okt. 2012        | 22. Nov. 2013                         | Eric Appel         | Erica Rivinoja                              |
| 30         | 6         | Alles okay Ma’ am     | Ma’am’d                    | 25. Okt. 2012        | 29. Nov. 2013                         | Michael Blieden    | Emily Spivey                                |
| 31         | 7         | Thanksgiving          | Thanksgiving               | 15. Nov. 2012        | 20. Dez. 2013                         | Jennifer Getzinger | Austen Earl, Joel Church-Cooper & Rene Gube |
| 32         | 8         | The Game of Life      | The Game of Life           | 29. Nov. 2012        | 20. Dez. 2013                         | Michael Blieden    | Chadd Gindin                                |
| 33         | 9         | I Can’t Quit You      | I Can’t Quit You           | 6. Dez. 2012         | 27. Dez. 2013                         | Jennifer Getzinger | Tim McAuliffe                               |
| 34         | 10        | Der erste Schnee      | First Snow                 | 13. Dez. 2012        | 27. Dez. 2013                         | Bryan Gordon       | Vera Santamaria & Chadd Gindin              |
| 35         | 11        | The Wedding           | The Wedding                | 13. Dez. 2012        | —                                     | Alex Reid          | Emily Spivey & Kayla Alpert                 |